# Дионисиос Менихтас
Дионисиос или Дионисис Менихтас (на гръцки: Διόνυσιος, Διονύσης Μενύχτας) е гръцки политик от XX век.

## Биография
Роден е в пелопонеското градче Филиатра. По професия е счетоводител и работи в Сяр. Става член на Гръцката комунистическа партия. Виден деец е на тютюневото движение в града в 1930 – 1936 година.
Избран е за демарх (кмет) на града на общинските избори през 1934 година, и така става вторият комунистически кмет в Гърция заедно с Мицос Парцалидис в Кавала. По време на мандата му като кмет обаче е подложен на съдебни преследвания от правителството на Панагис Цалдарис и са му повдигнати серия обвинения и в край на сметка на 20 юли 1934 г. е свален с мотива, че е опасен обществения мир.
Избран е за депутат от Солун на последните междувоенни избори в 1936 година от опозиционния Всенароден фронт, създаден от КПГ.
С установяването на диктатурата на Метаксас, през август 1936 година е арестуван. Минава през различни затвори, докато накрая е затворен в Акронавплия. По време на окупацията е прехвърлен в концентрационния лагер Хайдари, откъдето бяга в 1944 година и се присъединява към Националения освободителен фронт на Гърция. През 1944 година е избран за представител на Сяр в Политическия комитет за национално освобождение - временното комунистическо гръцко правителство.
През лятото на 1947 година е заточен в Икария и след това в Макронисос. През 1950 година е преместен в Ай Стратис. На изборите през 1951 година е кандидат от Единната демократическа левица, тъй като КПГ е забранена. В 1963 година подкрепя Съюза на центъра.
Умира в 1966 година.
Името му носи улица в Сяр.